# Christine Arron
Christine Arron (Les Abymes, 31 de outubro de 1977) é uma ex-velocista francesa. Foi campeã mundial do revezamento 4x100 m no Campeonato Mundial de Atletismo de 2003, em  Paris, França, junto com  Patricia Girard, Muriel Hurtis-Houairi e Sylviane Félix  e conquistou  uma medalha de bronze nos Jogos de Atenas 2004 também no 4x100 m. Sua marca de 10.73 para os 100 m rasos, conseguida durante o Campeonato Europeu de Atletismo de 1998 em Budapeste, Hungria, é até hoje o recorde europeu da prova.
Arron encerrou a carreira em 2012 com a gravidez do segundo filho e em  outubro de 2013 foi condecorada com a Legião de Honra no grau de cavaleiro pelo presidente da França, François Hollande.